# Plaine de Korab
 (avril 2020).
La Plaine de Korab (albanais : Rrafsh i Korabit), est un plaine située au pied du mont Korab dans la municipalité de Dibër dans le nord-ouest de l'Albanie. Elle est reconnue comme zone protégée en 2002 et couvre une superficie de 0,2 hectare.